# چلچله بیابانی
چلچله بیابانی (نام علمی: Ptyonoprogne rustica) پرنده‌ای از سرده چلچله‌های کوهی متعلق به تیره پرستوئیان است که در شمال آفریقا تا خاورمیانه، جنوب ایران تا پاکستان زندگی می‌کند.

## توصیف ظاهری
طول متوسط بدن چلچله بیابانی ۱۲٬۵ سانتی‌متر است. این پرنده بسیار شبیه چلچله کوهی ولی به طور محسوس کوچک‌تر از آن است و پر و بالش کم‌رنگ‌تر هستند. رنگ پر در ناحیه جبه، چانه، گلو و قسمت بالای سینه آن تقریباً سفید است و بر خلاف چلچله کوهی رگه‌رگه نیست.
چلچله بیابانی در صخره‌های مرتفع، دره‌های تنگ، و خرابه‌های واقع در مناطق بیابانی آشیانه می‌سازد. آن‌ها به گونه معمول در ارتفاعی کمتر از چلچله‌های کوهی زندگی می‌کنند.